# چگالی در بلندا

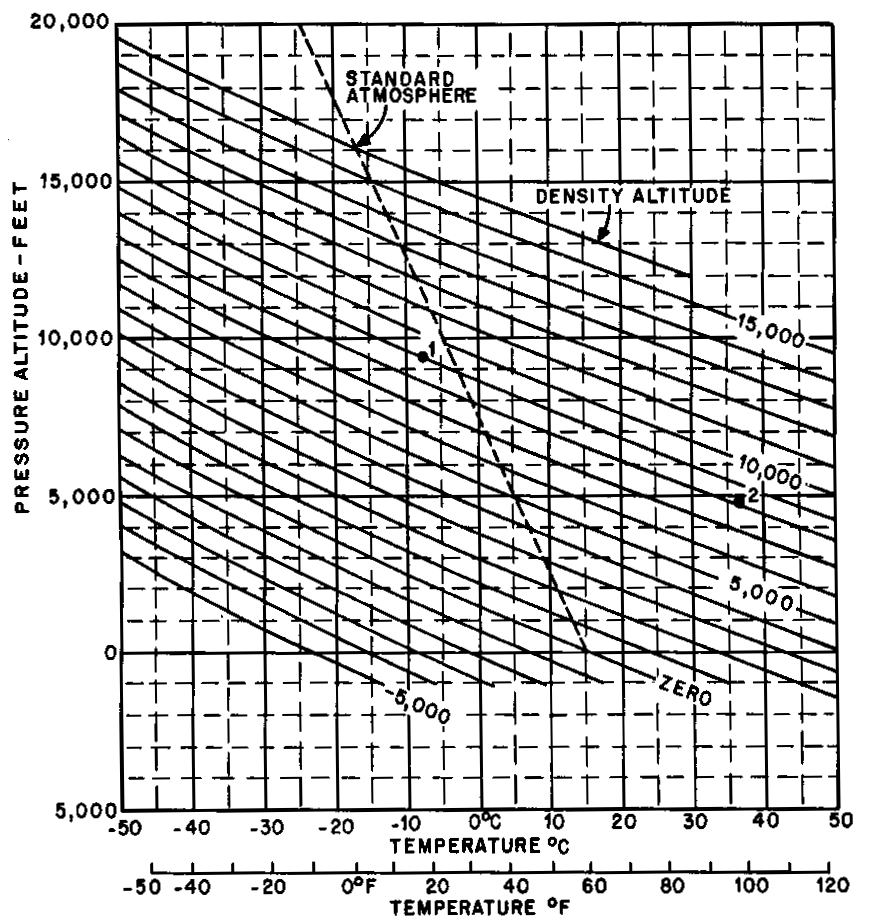
جدول پردازش چگالی در بلندا

چگالی در بلندا (تراکم فی الارتفاع) (به انگلیسی: Density altitude) به چگالی هوا در جو استاندارد بین‌المللی گفته می‌شود که چگالی هوا را در متراژ بالاتر از سطح دریا تعریف می‌کند که ویژهٔ ایمنی در صنعت هوانوردی است. به بیان دیگر جدولی برای ایمنی پرواز است که چگالی هوا را در بلندا از سطح زمین تعریف می‌کند تا خلبانان یا چتربازان از ایمنی کافی در کار خود برخوردار باشند.
فاکتورهای زیادی در تغییر چگالش هوا اثر دارند. هردو عامل افزایش دما و کاهش فشار اتمسفریک تأثیر بسیار زیادی در چگالی هوا در بلند دارند. همچنین در مقیاس بسیار کمتر، افزایش رطوبت نیز موجب افزایش چگالش در بلندا می‌شود. در شرایط گرم و مرطوب ممکن است چگالی هوا بسیار بالاتر از چگالی عادی در آن ارتفاع باشد. در صنعت هوانوردی، چگالی هوا بر کیفیت ایرودینامیک هواگردها اثرگذار است. نیروی برآر و سرعت حقیقی و سرعت مرکب بسته به میزان چگالی هوا تغییر می‌کنند. همچنین بازده موتور هواگرد برحسب تغییرات در چگالی هوا، تغییر می‌کند.

## ایمنی هواگردها
چگالی هوا مهمترین فاکتور اثرگذار بر کارکرد یک هواگرد است. چگالی هوا اثر مستقیم بر موارد زیر دارد:
- چگالی هوا بر نیروی برآر تولید شده توسط بالهای هواپیما اثر شگرفی دارد. کاهش چگالی هوا، نیروی برآر بال‌ها را کاهش می‌دهد.
- چگالی هوا بر بازده پروانهٔ بالگرد یا هواپیمای توربوپراپ اثرگذار است. این موضوع نیز همانند بالهای هواپیماست و کاهش چگالی هوا، نیروی برآر در پروانه (ملخ) را کاهش می‌دهد.
- چگالی هوا بر بازده موتور هواگرد اثرگذار است. بازده موتور به میزان اکسیژن ورودی به موتور بستگی دارد؛ بنابراین درصورتی که چگالی هوا کاهش یابد، هوای کم‌اکسیژن به موتور می‌رسد و بازده آن کاهش می‌یابد. همچنین رطوبت باعث می‌شود که بازده موتور کمتر هم بشود. با برخاستن هواگرد از یک فرودگاه در مکان گرم و بلند همانند فرودگاه بین‌المللی نیو کیتو، اثر منفی بسیار زیادی بر هواپویش می‌گذارد.
- در هوای کم‌چگالی، شتاب‌گیری هواپیما در هنگام برخاستن از زمین کندتر صورت می‌گیرد. زیرا موتور آن بازدهٔ کمتری پیدا کرده‌است.
- در هوای کم‌چگالی، هواپیما باید به سرعت بیشتری دست پیدا کند تا نیروی برآر کافی را که در شرایط عادی نیاز است، فراهم نماید. همچنین به باند بلندتری برای برخاستن نیاز دارد و باید با سرعت و قدرت بیشتری از زمین بلند شود تا هواپیما پس از بلند شدن از زمین دچار واماندگی کمپرسور نشود.
- در هوای کم‌چگالی، به دلیل کاهش توان موتور، نرخ صعود هواپیما یا بالگرد نیز کاهش پیدا می‌کند.
- در هوای کم‌چگالی، به دلیل بروز این مشکلات، وزن بارگیری یا تعداد مسافران هواگرد باید کمتر از حالت عادی باشد و باید از ساعات خنک‌تر روز برای برخاستن از زمین استفاده کرد. همچنین می‌توان از جهت وزش باد یا شیب باند فرودگاه برای برخاستن بهره جست.
- فرود آمدن در باندهای فرود گرم و مرتفع که چگالی هوای کمتری دارند، نیازمند مهارت خلبان است.

## چتربازی
چگالی هوا در چتربازی یکی از فاکتورهای مهم است؛ به دلیل چگالی کمتر، ممکن است اکسیژن کمتری برای چتربازان در ارتفاع فراهم باشد که موجب هیپوکسی شود و چترباز هشیاری خود را از دست داده و بی‌هوش گردد. همچنین سرعت سقوط آزاد در هوای کم‌چگالی، بیشتر از هوای پرچگالی یا معمولی است و چتر نجات در چنین شرایطی حرکات عجیب و پرخاشگر از خود نشان می‌دهند که موجب می‌شود سطح مؤثر چتر نجات برای تحمل وزن چترباز کاهش یابد و سرعت پرواز و حتی فرود بیشتر شود.

## فرمول چگالی در بلندا
{\displaystyle {\text{DA}}={\frac {T_{\text{SL}}}{\Gamma }}\left[1-\left({\frac {P/P_{\text{SL}}}{T/T_{\text{SL}}}}\right)^{\frac {\Gamma R}{gM-\Gamma R}}\right].}